# Alex Coomber
Alexandra "Alex" Coomber, nata Hamilton (28 dicembre 1973), è un'ex skeletonista britannica.

## Palmarès

### Olimpiadi
- Bronzo a Salt Lake City 2002.

### Mondiali
- Argento a Calgary 2001.